# Palotina
Palotina este un oraș în Paraná (PR), Brazilia.